# Soyouz 25
Soyouz 25 est une mission du programme spatial soviétique qui s'est déroulé en octobre 1977.
Il s'agit de la première mission devant habiter la station Saliout 6, mais la mission échoue à s'arrimer à la station,  endommageant le dispositif d'arrimage. L'équipage  doit revenir plus tôt que prévu.
À la suite de cette mésaventure, il a été décidé que toute nouvelle mission devra partir avec un cosmonaute ayant déjà volé dans l'espace.

## Équipage
Les nombres entre parenthèses indiquent le nombre de vols spatiaux effectués par chaque individu jusqu'à cette mission incluse.
- Vladimir Kovalyonok (1)
- Valeri Rioumine (1)
- Yuri Romanenko (0) remplaçant
- Aleksandr Ivanchenkov (0) remplaçant

## Paramètres de la mission
- Masse : 6860 kg
- Périgée : 198.5 km
- Apogée : 258.1 km
- Inclinaison : 51.66°
- Période : 88.66 minutes